# Katedra w Spirze

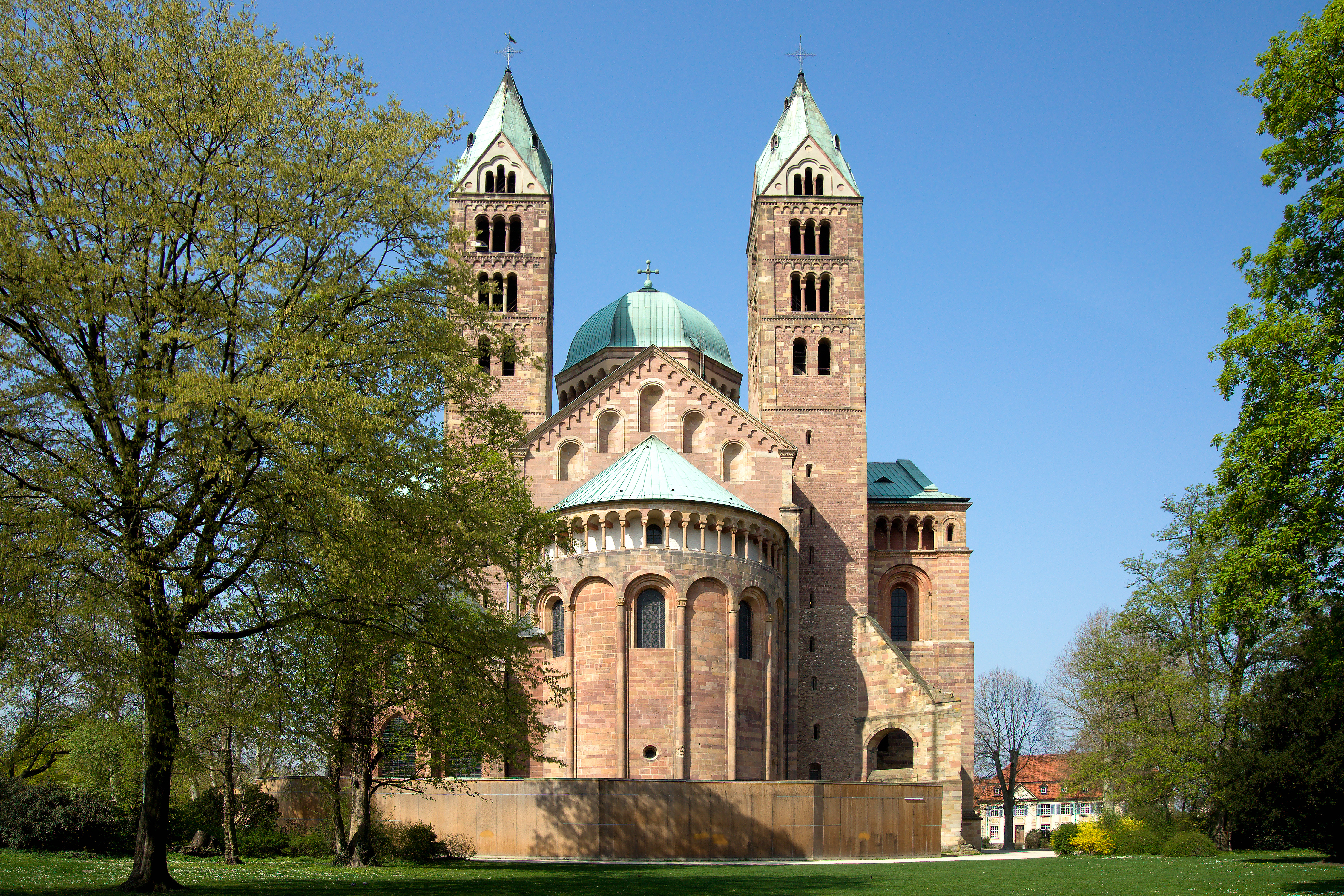
Katedra w Spirze widok od strony wschodniej

Bazylika katedralna Wniebowzięcia Najświętszej Marii Panny i św. Szczepana w Spirze (niem. Kaiser- und Mariendom zu Speyer) – kościół katedralny z XI/XII wieku w Spirze w Nadrenii-Palatynacie w południowo-zachodniej części Niemiec. Największa zachowana do dziś świątynia romańska na świecie, niegdyś ustępowała wielkością jedynie kościołowi opackiemu w Cluny. Wzniesiona z fundacji cesarzy salickich, służąca dla prestiżowych nabożeństw i dworskich ceremonii. Katedra była kościołem grzebalnym cesarzy i władców Rzeszy dynastii salickiej oraz staufickiej i habsburskiej. Spalona w 1689 r. Odbudowana i częściowo zrekonstruowana w XVIII–XIX wieku. Cenny przykład architektury romańskiej w Niemczech, jedna z trzech (obok katedr w Moguncji i Wormacji) katedr cesarskich typu nadreńskiego.
W 1981 r. katedra w Spirze została wpisana na listę dziedzictwa kulturowego UNESCO.

## Historia

### Budowa
Budowę katedry rozpoczął w 1030 cesarz Konrad II z dynastii salickiej, a ukończył w 1061 jego wnuk Henryk IV.
Katedra Konrada była trójnawową bazyliką z dwoma rzędami 12 kolumn wiodących ku transeptowi. Wysoko położony transept i chór były zbudowane z myślą o krypcie. Część wschodnia miała już wtedy kopułę nad skrzyżowaniem nawy środkowej z transeptem oraz dwie wieże. Forma architektoniczna części zachodniej nie jest znana. Wiadomo, że nawy boczne posiadały sklepienia a nawa środkowa płaski drewniany dach.
Budowniczowie katedry nie są znani. Przyjmuje się, że przy planach budowli pracowali Gumbert, opat benedyktynów, budowniczy kościoła klasztornego w Limburg an der Lahn nad Haardtem (1035) oraz biskup Reginbald II.
Katedra została wkrótce przebudowana: podniesiono sufity o 5 m, dodano wieże i zewnętrzne kolumnady, biegnące tuż pod linią dachu. Płaskie drewniane dachy zastąpiono sklepieniami w duchu romańskim. Wschodnia część budowli została zburzona, by wzmocnić jej fundamenty. Imponująca trójnawowa bazylika zwieńczyła dzieło. Ukończona ostatecznie w 1106 świątynia była największym ówcześnie kościołem Zachodu (długość 444 stopy rzymskie = 134 metry, wysokość 111 stóp rzymskich = 33 metry). Na szczególną uwagę zasługuje wybudowana w 1041 krypta, jedna z największych romańskich sal kolumnowych w Europie.
Wybór relatywnie małej miejscowości jak Spira (500 mieszkańców) na siedzibę tak monumentalnej budowli, podyktowany był chęcią zademonstrowania potęgi cesarzy, którzy oprócz sprawowania władzy świeckiej, rościli sobie prawo do władzy kościelnej. Te roszczenia doprowadziły do konfliktu z papiestwem, który przybrał na sile wraz ze sporem o inwestyturę pomiędzy Henrykiem IV a papieżem Grzegorzem VII.

### XVII-XIX wiek
W 1689 r. wojska francuskie Ludwika XIV splądrowały katedrę. Zniszczoną połowę nawy głównej odbudowano dopiero w drugiej połowie XVIII wieku w dekoracyjnym późnoromańskim stylu Wormacji, nie troszcząc się zbytnio o zgodność stylów. W czasie rewolucji francuskiej katedra została ponownie złupiona i zdemolowana. W 1806 planowano nawet ją zburzyć a odzyskany w ten sposób budulec zużyć przy nowych projektach. Zapobiegł temu biskup Moguncji Joseph Ludwig Colmar.
Po kongresie wiedeńskim i umowie monachijskiej pomiędzy Bawarią a Austrią Palatynat został przyłączony do Bawarii. W 1818 król Bawarii Maksymilian I przywrócił kościołowi w Spirze funkcje siedziby biskupiej. W latach 1846–1853 król Bawarii Ludwik I zlecił wykonanie fresków w stylu nazareńczyków Johannowi von Schraudolphowi oraz Josephowi Schwarzmannowi. Kolejnym etapem odbudowy świątyni była rekonstrukcja neoromańskiego westwerku. Ten etap odbudowy zrealizowano w latach (1854–1859). Pracami kierował architekt Heinrich Hübsch z Karlsruhe, twórca tzw. rundbogenstilu.

### XX wiek
W połowie XX w. w katedrze przeprowadzono re-romanizację. Budowla uznawana jest za jeden z najlepszych przykładów restauracji mającej na celu przywrócenie oryginalnego wyglądu architektonicznego.
Renowacja w latach 60. skupiła się m.in. na ochronie malowideł ściennych. Dobrze zachowane freski przeniesiono wraz z tynkiem na specjalnie przygotowane płótna. Pozostawiono jedynie 19 m² dużego fresku z cyklu maryjnego przy rzędzie okien. Również wtedy wzmocniono zastrzykami z cementu podniszczone filary z piaskowca.
W 1981 katedra w Spirze została wpisana na listę dziedzictwa kulturowego UNESCO.
Od 1996 trwa gruntowna renowacja katedry, która potrwa najprawdopodobniej do 2015 r.

## Architektura
Katedra w Spirze należy do największych osiągnięć architektury romańskiej. Stanowi ona pomnik tożsamości salickiego cesarstwa, co więcej odzwierciedla ona ideę chrześcijańskiego panowania nad światem, a zarazem zdominowanie wszelkiej władzy przez cesarza. Owe treści ideowe wyraża architektura świątyni, która jest trójnawową bazyliką z transeptem i krótkim prezbiterium zamkniętym półokrągłą absydą oraz monumentalnym westwerkiem zachodnim. Za pomocą dwóch oktogonalnych kopuł i dwóch par wielokondygnacyjnych wież zostały wyeksponowane dwie skrajne partie katedry – westwerk, który zgodnie z programem przestrzennym katedry cesarskiej służył imperatorowi, oraz wschodni chór, gdzie miała miejsce liturgia. Elewacje zewnętrzne obfitują w charakterystyczne dla dojrzałego romanizmu formy architektoniczne. Przeprute trzema oknami ściany absydy zdobią ślepe arkady wsparte na smukłych kolumienkach powyżej nich znajduje się malownicza galeria arkadowa. Wznoszącą się powyżej konchy absydy ścianę wschodnią wieńczy szczyt z niszami i fryzem arkadowym. Przy narożach prezbiterium i transeptu wznoszą się dwie wieże flankujące wznoszącą się na skrzyżowaniu naw kopułę. Ściany wież w górnych kondygnacjach mają tryforialne okna.
Fasady transeptu mają dwie osie, dzieli je pośrodku masywna lizena. Ściany transeptu w dolnej części są surowe powyżej znajdują się zamknięte półokrągłym łukiem okna. W najwyższej części biegnie galeria arkadowa. Podobną strukturę mają również elewacje korpusu nawowego. W wyniku zastosowania oszczędnych form czytelna jest bryła świątyni, podkreślono jej monumentalność. Rytmicznie usytuowane okna i wieńczące ściany galerie arkadowe uplastyczniają elewacje katedry.
Korpus nawowy powstał zgodnie z systemem wiązanym – jednemu przęsłu w nawie głównej odpowiadają w nawach bocznych po dwa przęsła nawy bocznej. Pierwotny drewniany strop zastąpiono sklepieniem krzyżowo-kolebkowym, które nakrywa także wnętrze transeptu. Zastosowanie sklepień na tak szeroką skalę było nowością w architekturze romańskiej, kiedy to nawy główne nakrywano drewnianymi stropami. Każde z sześciu przęseł nawy głównej jest wydzielone za pomocą półokrągłych gurt wspartych na masywnych filarach które zdobią półkolumny z kapitelami. Ponadto naroża filarów są profilowane przez co została silnie wyeksponowana artykulacja ścian. Zgodnie z logiką systemu wiązanego zastosowano alternację filarów – filary wspierające gurty mają bardziej uwydatnione półkolumny. Zastosowanie systemu wiązanego uplastyczniło elewacje wewnętrzne nawy głównej. Każde z przęseł ma po dwie arkady sięgające podniebienia. W podłuczach znajdują się prostokątne zamknięte łukiem półkolistym okna, zaś w podniebieniach niewielkie okna (na zewnątrz zasłonięte galerią arkadową). Na płycinach pomiędzy arkadami nawowymi i oknami nawy głównej znajdują się cykl malowideł o tematyce chrystologicznej pędzla Johanna von Schraudolpha malarza doby romantyzmu, jednego z przedstawicieli nazareńczyków.
W przypadku naw bocznych zastosowano uproszczone środki architektoniczne, w wyniku czego architektura jest bardziej jednolita.
Katedra w Spirze zajmuje szczególne miejsce w historii architektury romańskiej, jako przykład budowli z innowacyjnymi, jak na owe czasy, rozwiązaniami sklepień. Technika konstrukcji sklepień nad dużymi pomieszczeniami została zapomniana w czasach późnego antyku. W okresie budowy katedry eksperymentowano już ze sklepieniami kolebkowymi, były to jednak niewielkie przedsięwzięcia. W katedrze natomiast, w nawie środkowej oraz nawach bocznych, zastosowano sklepienie krzyżowe na dużą skalę. Zastosowanie takich sklepień przyjęli budowniczowie późniejszych nadreńskich katedr cesarskich w Moguncji oraz Wormacji.

### Wymiary

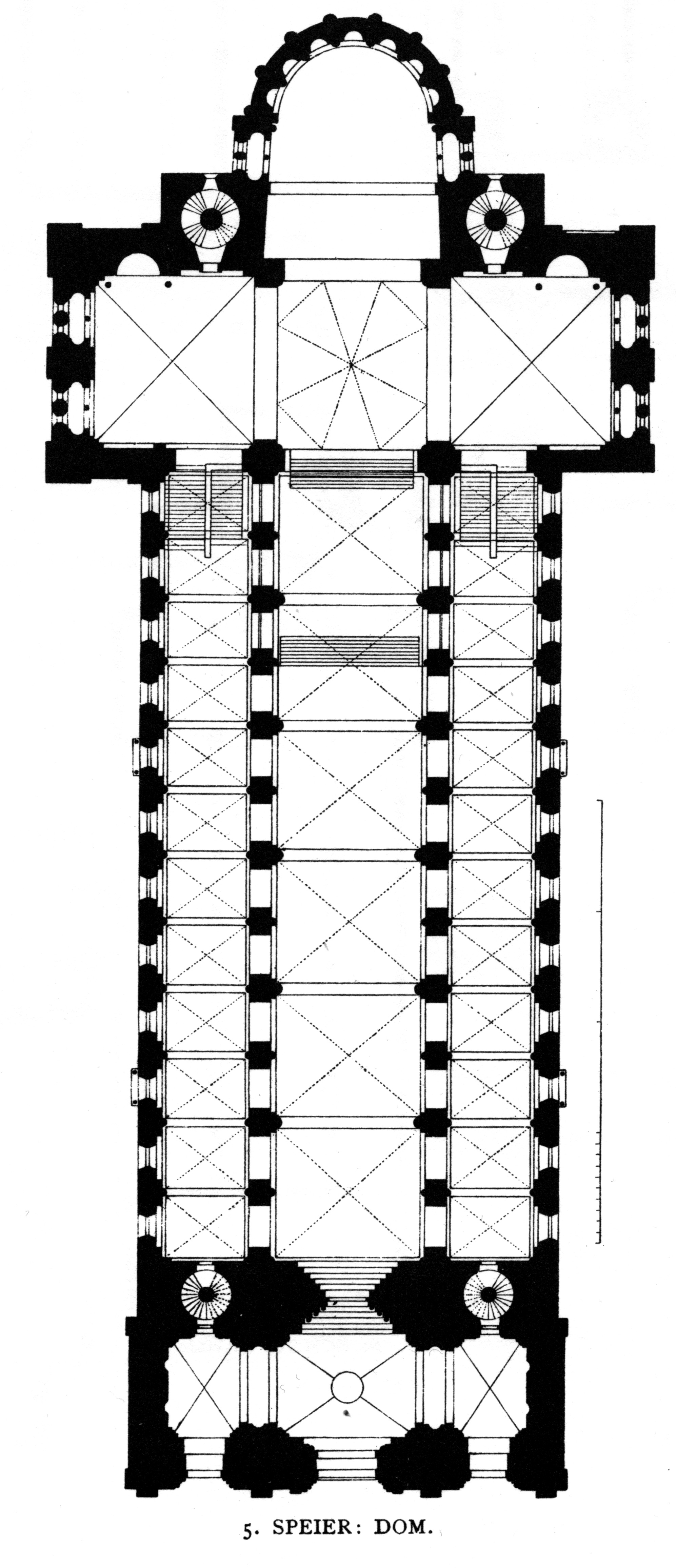
Plan katedry w Spirze, ok. 1900

Katedra w Spirze jest obecnie największą świątynią romańską na świecie. Do czasów rewolucji francuskiej ustępowała opackiemu kościołowi w Cluny w Burgundii.
- Długość: 134 m
- Wysokość nawy środkowej: 33 m
- Szerokość korpusu nawowego: 37,62 m
- Wysokość wież wschodnich: 71,20 m
- Wysokość wież zachodnich: 65,60 m

### Krypta
Krypta, najstarsza część katedry, została ukończona w 1039 a poświęcona w 1041. Nie jest to klasyczna krypta, lecz podziemny kościół z siedmioma ołtarzami umieszczonymi w małych apsydach, zarazem jedna z największych kolumnowych sal romańskich w Europie. 42 sklepienia krzyżowe spoczywają na 20 wolno stojących kolumnach o głowicach kostkowych, 36 półkolumnach i 14 ćwierćkolumnach. Wysokość sklepienia wynosi 7 m.
Pomieszczenie budują charakterystyczne dla okresów salickiego i staufickiego bloki żółtego i czerwonego piaskowca z Haardt i Odenwaldu, ułożone naprzemiennie. Przed ołtarzem głównym stoi chrzcielnica z 1100.
Katedra jest miejscem pochówku cesarzy z dynastii salickiej, staufickiej i habsburskiej. Ich groby znajdowały się początkowo we wschodniej części nawy środkowej, skąd zostały przeniesione do krypty w XX w.
W 1039 r. po śmierci cesarza Konrada II, jego kamienny sarkofag umieszczono pod posadzką pomiędzy schodami, miejsce grobu oznaczono płytą. W tym samym miejscu pochowano jego żonę Gizelę oraz syna Henryka III. Z rozkazu cesarzowej Agnes, wdowy po Henryku III, oraz syna Henryka IV sarkofagi przykryto warstwą ziemi i ogrodzono- groby znalazły się ok. 25 cm wyżej od podłogi nawy środkowej. Henryk V kazał wydłużyć grobowiec oraz pokryć go 80 cm warstwą tynku. Całość przykryto kolejną warstwą ziemi, w której spoczął Henryk V. Na grobowcu umieszczono 6 marmurowych płyt z imionami tam pochowanych oraz datami śmierci.
Kiedy w 1184 zmarła w Burgundii druga żona Fryderyka Barbarossy, Beatrycze I Burgundzka oraz jej córka Agnes, ciała ich przywieziono do Spiry i pochowano na zachód od grobowca salickiego. Jedno miejsce zostawiono wolne, zapewne dla cesarza Fryderyka I Barbarossy. W 1213 pochowano tu również zamordowanego w 1208 syna Barbarossy Filipa Szwabskiego. W 1291 na miejscu Barbarossy spoczął Rudolf I Habsburg.
W 1309 cesarz Henryk V kazał przewieźć do Spiry ciała dwóch królów Adolfa I (zm. 1298) oraz Albrechta I Habsburga (zm. 1308).
W 1689 w czasie najazdu wojsk francuskich grobowiec został zniszczony a połowę grobów splądrowano.
Na początku XVIII w. przykryto groby nową płytą, na której nie umieszczono jednak żadnych informacji o spoczywających w nich zmarłych. W 1900 w katedrze wszczęto prace ekshumacyjne i tożsamość wszystkich pochowanych tu władców została potwierdzona. Znalezione przy zmarłych przedmioty przeniesiono do Muzeum Historii Palatynatu w Spirze. W 1906 groby przeniesiono do podziemnego kościoła-krypty. W krypcie spoczywają:
- Konrad II (zm. 1039) i jego żona Gizela Szwabska (zm. 1043)
- Henryk III (zm. 1056), syn Konrada II
- Henryk IV (zm. 1106), syn Henryka III, oraz jego żona Berta Sabaudzka (zm. 1087)
- Henryk V (zm. 1125), syn Henryka IV
- cesarzowa Beatrycze I Burgundzka, druga żona Fryderyka Barbarossy oraz ich córka Agnieszka (zm. 1184)
- król Niemiec Filip Szwabski (zm. 1208), syn Fryderyka Barbarossy
- król Niemiec Rudolf I Habsburg (zm. 1291)
- król Niemiec Adolf I (zm. 1298)
- król Niemiec Albrecht I Habsburg (zm. 1308), syn Rudolfa I Habsburga

W krypcie znajdują się również groby pięciu biskupów oraz zbiorowa mogiła szczątek niezidentyfikowanych w 1900.

### Kaplica św. Afry
Kaplica świętej Afry, jednej z męczennic wczesnego chrześcijaństwa, znajduje się w północnej części katedry. W ołtarzu przechowywana jest część relikwii świętej Afry, które przesłano do Spiry na prośbę Henryka IV z Augsburga.
Dzień św. Afry (7 sierpnia) to dzień śmierci Henryka IV, którego sarkofag stał przez prawie pięć lat w niepoświęconej jeszcze kaplicy św. Afry z powodu nałożonej na niego anatemy. Dopiero po pośmiertnym zniesieniu anatemy przez papieża Paschalisa II Henryk IV spoczął obok swojego ojca Henryka III w grobowcu salickim.
W 1698 kaplica została zniszczona. Odbudowano ją dopiero w poł. XIX w.
W 1971 w trakcie prac renowacyjnych odkryto w kaplicy fragment pergaminu Biblii Wulfili z IV w.

### Fasada zachodnia

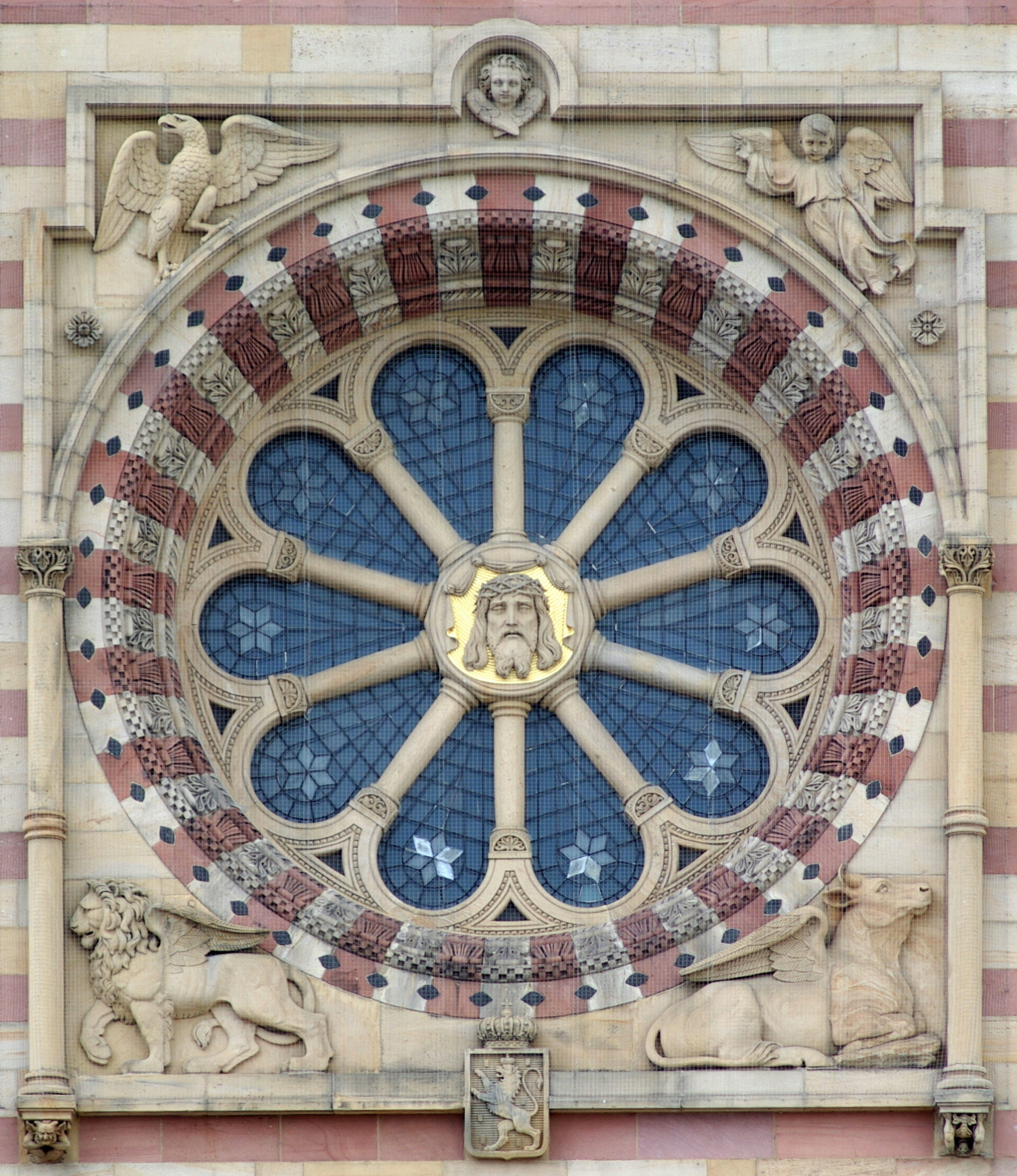
Rozeta fasady zachodniej

Zrekonstruowana w XIX wieku fasada zachodnia posiada trzy portale. Nad środkowym portalem znajdują się w kolejności od lewej do prawej figury następujących postaci:
- św. Szczepana – patrona katedry
- Archanioła Michała – patrona Niemiec
- Najświętszej Marii Panny – głównej patronki katedry
- Jana Chrzciciela (katedra jest pierwszym kościołem chrzcielnym każdej diecezji)
- Bernarda z Clairvaux – wielkiego pielgrzyma średniowiecza, który odwiedził katedrę w 1146

Nad środkowym portalem znajduje się rozeta z wizerunkiem Chrystusa, obramowana czworokątem, w którego rogach widnieją symbole czterech ewangelistów (orzeł, anioł, lew i wół).

### Wieża wschodnia i dzwonnica
Wieża nad wschodnim skrzyżowaniem nawy środkowej z transeptem posiada dwa piętra i jest pokryta charakterystycznym barokowym dachem.
Wieża nad zachodnim skrzyżowaniem nawy środkowej z transeptem spełnia funkcję dzwonnicy. Katedra posiada 9 dzwonów: cztery największe odlał Peter Lindemann w 1822 w Zweibrücken, pięć mniejszych Friedrich Wilhelm Schilling w 1963 w Heidelbergu.
| Nr | Nazwa                                  | Ton  | Masa (kg) | Średnica (cm) |
| 1  | Maximilianus Josephus (Dzwon Cesarski) | g0   | 5350      | 208           |
| 2  | Friderica Wilhelmina Carolina          | b0   | 2600      | 175           |
| 3  | Ludovicus Carolus                      | des1 | 1650      | 147           |
| 4  | Matthaeus de Chandelle                 | f1   | 600       | 115           |
| 5  | Dzwon Maryi                            | as1  | 601       | 95,5          |
| 6  | Dzwon Józefa                           | b1   | 494       | 90,3          |
| 7  | Dzwon Anny                             | des² | 440       | 83,3          |
| 8  | Dzwon Pirmina                          | es²  | 312       | 75            |
| 9  | Dzwon Otto                             | f²   | 217       | 66,7          |

## Otoczenie katedry

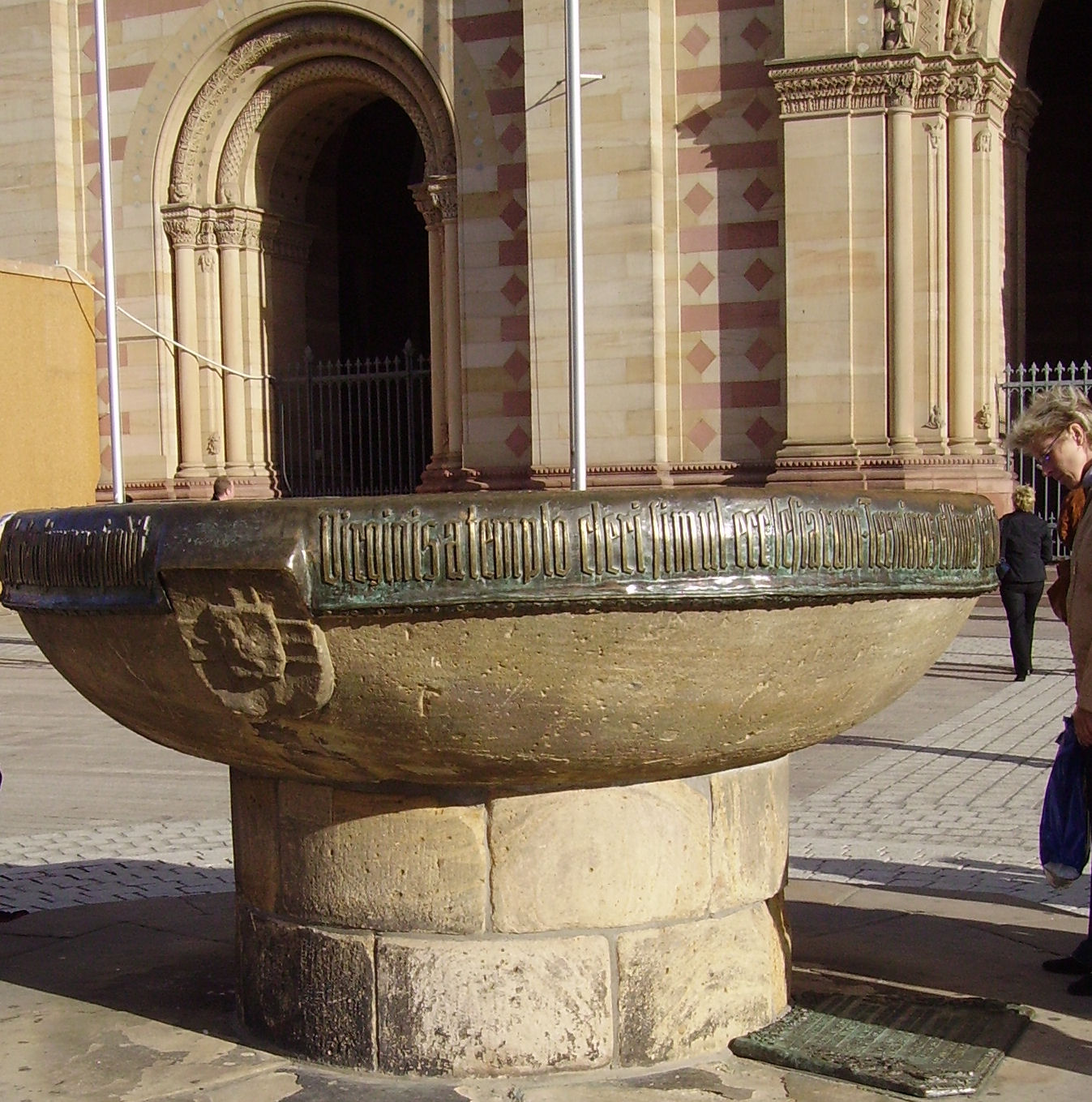
Misa

### Misa winna
Znajdująca się przed zachodnim wejściem do katedry misa katedralna (niem. Domnapf), po raz pierwszy wspomniana w 1314, wyznaczała dawniej granicę pomiędzy wolnym miastem Rzeszy a terytorium biskupim, które cieszyło się immunitetem. Skazani na mocy prawa miasta uciekali na terytorium kościelne, gdzie obowiązywało prawo biskupie i gdzie nie mogli być ścigani przez władze miejskie.
Kiedy nowy biskup sprowadzał się do miasta, wypełniał misę winem a każdy obywatel miasta miał prawo się napić. Misa mieści 1580 litrów. Tradycja ta kultywowana jest do dziś. Ostatnio miało to miejsce 2 marca 2008.

### Góra Oliwna
Góra Oliwna (niem. Ölberg) znajdowała się pośrodku dziedzińca wewnętrznego krużganków wzniesionych przez Mikołaja Elsera oraz Hansa Seyfera w latach 1505–1512. Góra została poważnie uszkodzona w trakcie wielkiego pożaru w 1689. Krużganki nie zostały odrestaurowane. W 1820 wyburzono ich pozostałości, by stworzyć wolną przestrzeń wokół katedry. Ruiny Góry Oliwnej przykryto później dachem i dorobiono brakujące rzeźby. W środku Góry Oliwnej znajduje się mała kaplica poświęcona archaniołowi Michałowi.